# Zenone Veronese

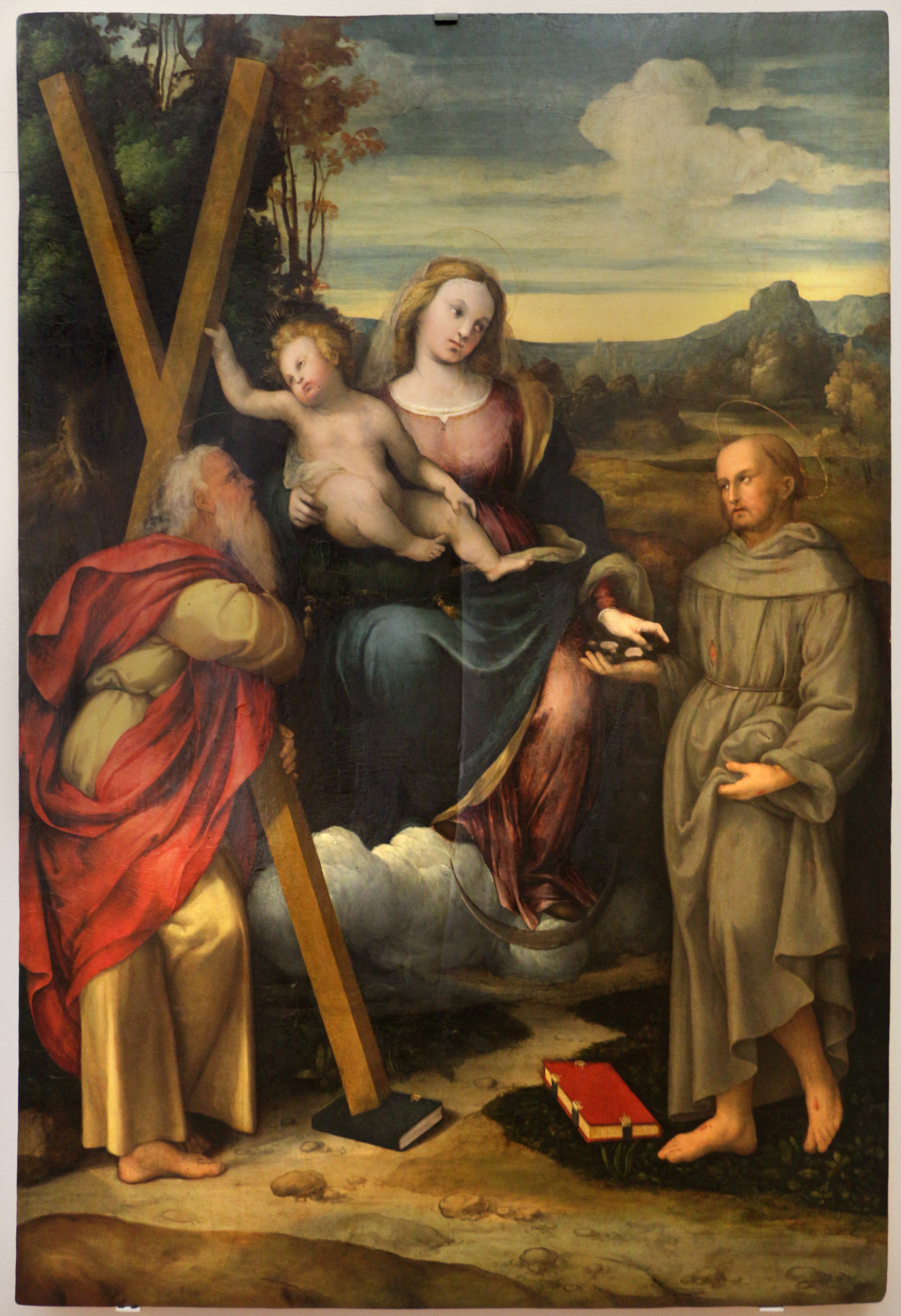
Zenone Veronese ou Zeno da Verona

Zenone Veronese ou Zeno da Verona (né en 1484 à Vérone et mort entre 1552 et 1554 à Salò) est un peintre italien de la Renaissance.

## Biographie
Zenone Veronese s'établit à Salò, sur les rives du lac de Garde, aux environs de 1500 où il resta jusqu'aux environs de 1520 avant de partir pour Rimini. Il reviendra à Salò juste avant sa mort.
Il commence son parcours artistique auprès des grands maîtres de Vérone, tels que Niccolò Giolfino (1476-1555) et Girolamo dai Libri (1474-1555) qui ont une grande influence sur lui comme le démontre son tableau San Girolamo e Sant'Antonio abate qui est aujourd'hui gardé au dôme de Salò. Plusieurs autres peintres ont de l'influence sur lui, comme le peintre vénitien Giorgione ou les peintres de la cour des Gonzague de Mantoue : Lorenzo Costa et Le Corrège. La plupart de ses œuvres sont conservées dans la zone autour du lac de Garde. Sa dernière œuvre peinte fut la Madonna con Santi (Madone avec saints) qui remonte à 1552.

## Sources et bibliographie
- (it) Cet article est partiellement ou en totalité issu de l’article de Wikipédia en italien intitulé « Zenone Veronese » (voir la liste des auteurs).
- Ernst Gombrich, Dizionario della Pittura e dei Pittori, Einaudi Editore (1997)
- Notices d'autorité :   - VIAF
  - ISNI
  - IdRef
  - LCCN
  - GND
  - WorldCat